# Philipp Kundratitz
Philipp Kundratitz (Innsbruck, 15 novembre 1995) è un ex snowboarder austriaco.

## Palmarès

### Coppa del Mondo
- Miglior piazzamento nella Coppa del Mondo generale di freestyle: 26º nel 2015
- Miglior piazzamento nella Coppa del Mondo di slopestyle: 9º nel 2014
- Miglior piazzamento nella Coppa del Mondo di big air: 18º nel 2015
- 1 podio:
  - 1 terzo posto